# 人間と動物
『人間と動物』（にんげんとどうぶつ 英:Human Beings and Animals）は、2013年2月27日にリリースされた電気グルーヴのアルバム。

## 解説
- 前作の20から約3年半ぶりとなる発売となった。
- 本作に収録されているシングル曲のアルバムバージョンは、原曲にほぼ近いバージョンとなっている。
- 初回特典DVDにはWIRE12で行われたライブを収録している。
- ジャケットデザインは元メンバーの砂原良徳と田中秀幸が担当している。

## 収録曲

### CD
| 全編曲: 電気グルーヴ。 |                                                      |                               |                               |       |
| #                      | タイトル                                             | 作詞                          | 作曲                          | 時間  |
| 1.                     | 「The Big Shirts」                                   | 石野卓球 & ピエール瀧         | 石野卓球                      | 5:04  |
| 2.                     | 「Missing Beatz」(Album version)                     | 石野卓球 & ピエール瀧         | 石野卓球                      | 3:28  |
| 3.                     | 「Shameful」(Album version)                          | 石野卓球 & ピエール瀧         | 石野卓球                      | 3:56  |
| 4.                     | 「P」                                                | 石野卓球 & ピエール瀧         | 石野卓球                      | 7:04  |
| 5.                     | 「Slow Motion」                                      | 石野卓球 & ピエール瀧         | 石野卓球                      | 4:37  |
| 6.                     | 「Prof. Radio」                                      | 石野卓球 & ピエール瀧         | 石野卓球                      | 6:18  |
| 7.                     | 「Upside Down」(Album version)                       | 石野卓球                      | 石野卓球                      | 4:55  |
| 8.                     | 「Oyster (私は牡蠣になりたい)」                      | 石野卓球                      | 石野卓球                      | 7:37  |
| 9.                     | 「電気グルーヴのSteppin' Stone」(日本語詩：石野卓球) | トミー・ボイス&ボビー・ハート | トミー・ボイス&ボビー・ハート | 3:45  |
| 合計時間:              | 合計時間:                                            | 合計時間:                     | 合計時間:                     | 46:44 |

### 初回特典ボーナスDVD
| #  | タイトル                                                                           | 作詞 | 作曲・編曲 |
| -- | ---------------------------------------------------------------------------------- | ---- | ---------- |
| 1. | 「ハロー! ミスターモンキーマジックオーケストラ」(Hello! Mr.Monkey Magic Orchestra) |      |            |
| 2. | 「SHAME」                                                                          |      |            |
| 3. | 「SHAMEFUL」                                                                       |      |            |
| 4. | 「Shangri-La」                                                                     |      |            |
| 5. | 「キラーポマト」(KILLER POMATO)                                                    |      |            |
| 6. | 「誰だ!」(DAREDA!)                                                                 |      |            |
| 7. | 「虹」(Niji)                                                                       |      |            |
| 8. | 「Wire,Wireless」                                                                  |      |            |

## 参加ミュージシャン
- KAORI - コーラス（7曲目）
- 弦一徹ストリングス - ストリングス（7曲目）
- 弦一徹 - ストリングス編曲（7曲目）
- 笹沼位吉 - ベース（9曲目）